# Personal de a bordo

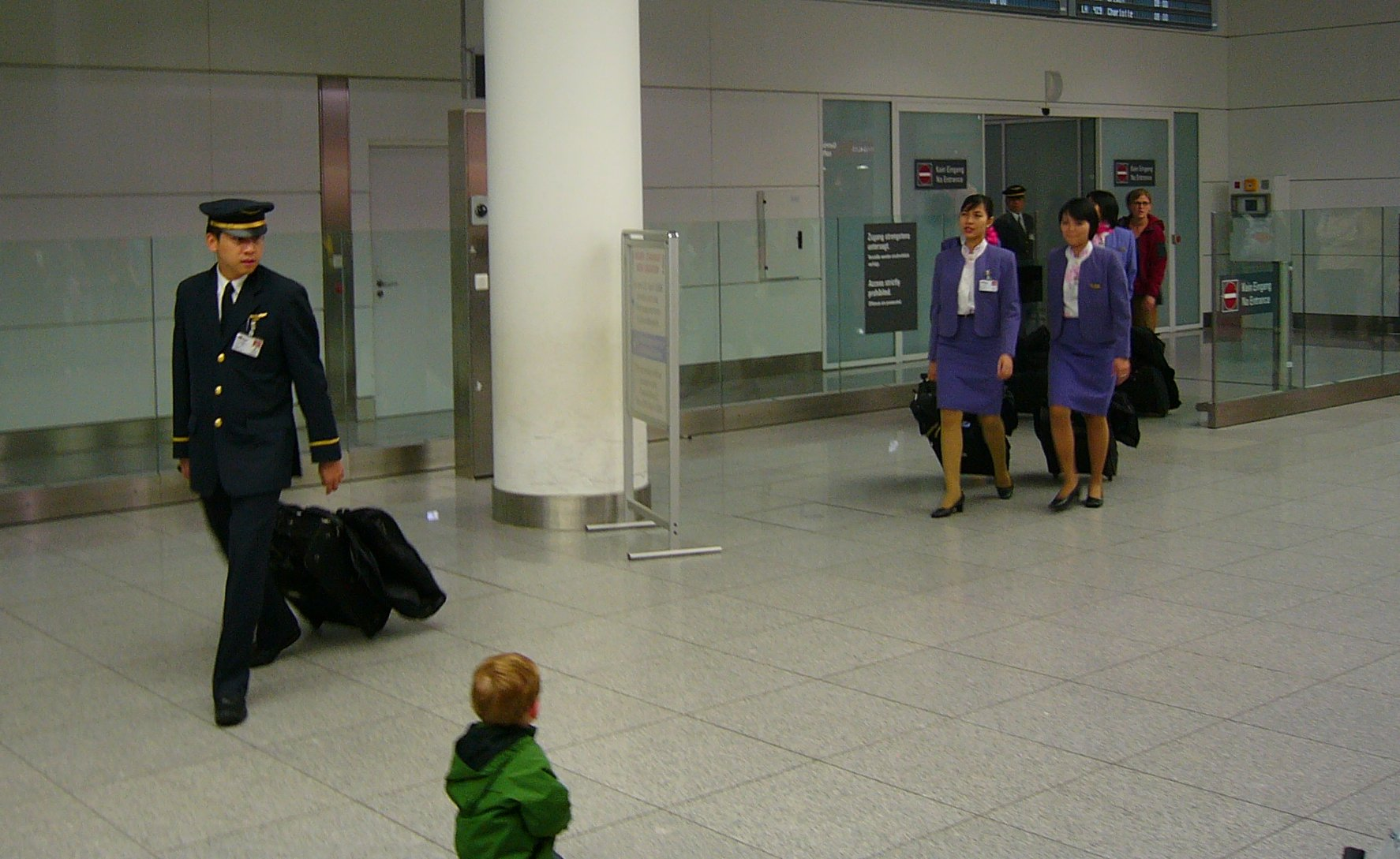
Personal de a bordo de Thai International Airways.

El término personal de a bordo puede incluir a pilotos, oficiales de vuelo, Auxiliar de vuelo y comisarios de a bordo. En las aeronaves de carga, generalmente basta con un piloto y un oficial de vuelo. Cuando se trata de vuelos comerciales para el transporte de pasajeros el número de personal de a bordo puede variar considerablemente, de acuerdo a las dimensiones de la aeronave y por consiguiente de la cantidad de pasajeros transportados, la duración del vuelo, el tipo de servicio prestado durante el vuelo, entre otros factores.
- Datos: Q120706493